# Los Pintanos
Los Pintanos ist eine Gemeinde (municipio) in der Provinz Saragossa in der Autonomen Region Aragón in Spanien. 2024 hatte die Gemeinde 37 Einwohner. Neben dem Hauptort Pintano besteht noch die Ortschaft Undués-Pintano.

## Lage
Los Pintanos liegt etwa 125 Kilometer nordnordwestlich im Pyrenäenvorland im Getreideanbaugebiet der Comarca Cinco Villas in einer Höhe von 675 m. Im Nordwesten befindet sich der Stausee, der durch die Yesa-Talsperre entsteht.

## Bevölkerungsentwicklung
Demographische Daten für Los Pintanos von 1900 bis 2021:
| 1970 | 1981 | 1991 | 2001 | 2011 | 2021 |
| ---- | ---- | ---- | ---- | ---- | ---- |
| 115  | 89   | 83   | 83   | 45   | 38   |

## Sehenswürdigkeiten
- Kirche Mariä Reinigung (Iglesia de Nuestra Señora de la Purificación) aus dem 15. Jahrhundert in Pintano
- Antoniuskapelle
- Magdalenenkapelle
- Kapelle der Jungfrau von Arguilaré
- Sebastianuskapelle

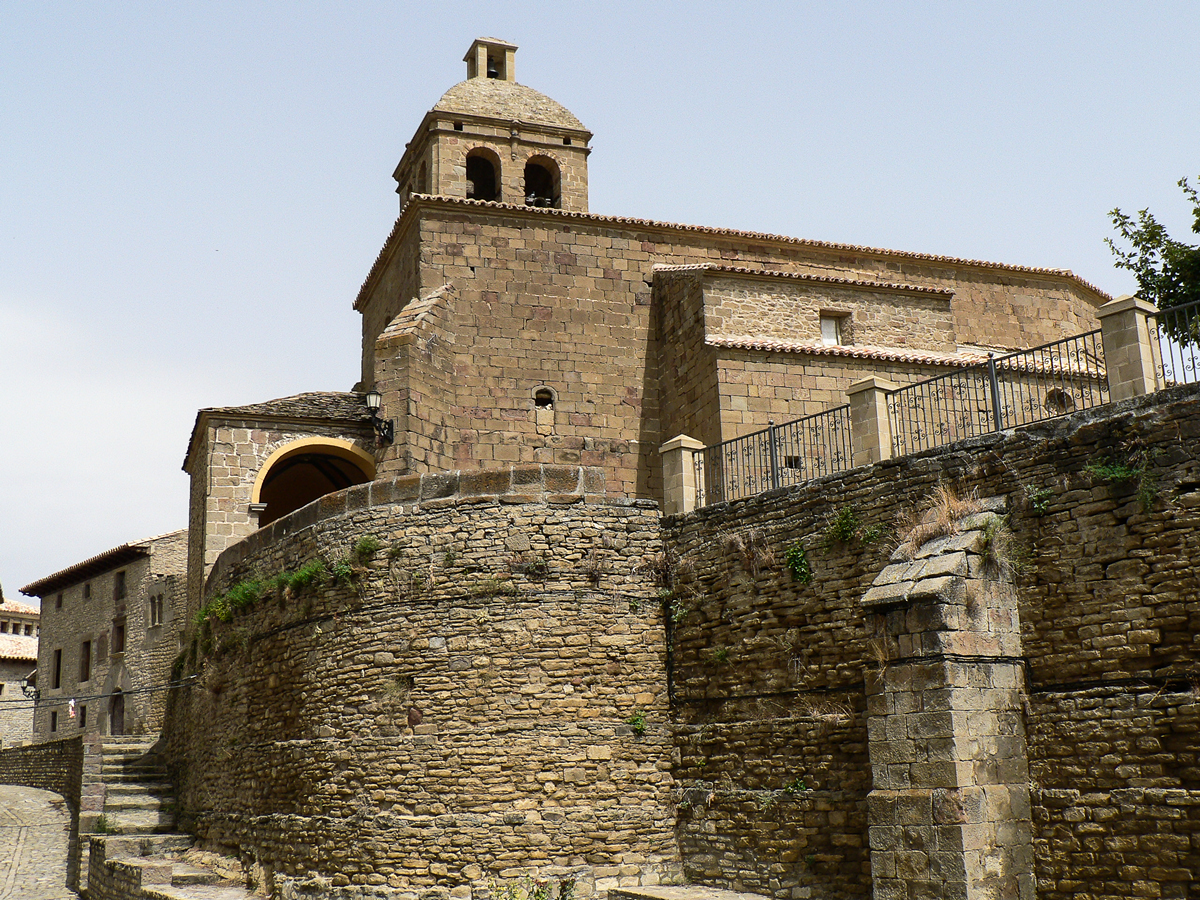
Kirche Mariä Reinigung